# Marko Popović (basket-ball, 1982)
Pour les articles homonymes, voir Marko Popović.
Marko Popović, né le 12 juin 1982 à Zadar, dans la république socialiste de Croatie, est un joueur croate de basket-ball, évoluant au poste de meneur.

## Carrière
Popović est élu meilleur joueur des Finales de la Ligue adriatique en 2003.
Avec l'UNICS Kazan, il remporte l'EuroCoupe 2010-2011 et est élu meilleur joueur des finales.
En novembre 2014, Popović devient le joueur ayant marqué le plus de paniers à trois points dans l'histoire de l'EuroCoupe, dépassant le précédent record de 169 paniers à trois points de Todor Stoykov.
En février 2017, Popović devient le joueur ayant marqué le plus de points dans l'histoire de l'EuroCoupe, battant le record de Mire Chatman.

## Palmarès

### En club
- Vainqueur de la ligue adriatique : 2003 (KK Zadar)
- Vainqueur de la ligue baltique : 2008, 2012 (Žalgiris Kaunas)
- Vainqueur de l'EuroCoupe : 2011 (UNICS Kazan) et 2015 (BC Khimki Moscou)
- Vainqueur de la ligue croate : 2004
- Vainqueur du championnat lituanien : 2007, 2008, 2012, 2013
- Vainqueur de la coupe de Croatie : 2000 et 2003
- Vainqueur de la coupe de Turquie : 2006
- Vainqueur de la coupe de Lituanie : 2007, 2008, 2012
- Vainqueur de la coupe de Russie : 2009

### Distinction personnelle
- MVP de la finale de l'EuroCoupe : 2011
- MVP de la finale de la ligue adriatique : 2003
- All-Star du championnat lituanien : 2008, 2012, 2013

## Anecdotes
Il est le fils de Petar Popović, lui aussi joueur de basket-ball et le cousin d'Arijan Komazec.